# Wolny (Czarna Wisełka)
Die Wolny (deutsch: Langsamer Bach) ist ein linker Nebenfluss der Czarna Wisełka, die wiederum einer der Quellflüsse der Weichsel in den Schlesischen Beskiden ist. Er ist ca. 3,5 km lang. Der Fluss entspringt an den südwestlichen Hängen der Barania Góra. Er durchfließt den Ortsteil Czarny von Wisła. Er hat den Charakter eines Gebirgsflusses.